# The Eye of Every Storm
The Eye of Every Storm – ósma długogrająca (LP) płyta zespołu Neurosis, wydana w 2004 roku. Po spokojniejszej A Sun That Never Sets, zespół udanie powrócił z doskonałym miksem ciężkim brzmień, dusznych, psychodelicznych klimatów i (nowość) wręcz ambientowych przestrzeni (A Season in the Sky czy utwór tytułowy). Krytycy magazynu Terrorizer umieścili płytę na 2 miejscu podsumowania najlepszych albumów 2004 roku.

## Spis utworów
1. Burn
2. No River to Take Me Home
3. The Eye of Every Storm
4. Left to Wander
5. Shelter
6. A Season in the Sky
7. Bridges
8. I Can See You